# Mary Martha Sherwood
Vous lisez un « article de qualité » labellisé en 2018.
Pour les articles homonymes, voir Sherwood.
Œuvres principales
The History of Little Henry and his Bearer
The History of Henry Milner
The History of the Fairchild Family
Mary Martha Sherwood est une romancière et auteure de littérature d'enfance et de jeunesse britannique, née le 6 mai 1775 à Stanford-on-Teme et morte le 22 septembre 1851 à Twickenham.
Ses premières œuvres sont caractérisées par une forte influence de l'évangélisme chrétien ; les dernières histoires qu'elle publie sont en outre marquées par des thèmes chers de l'époque victorienne comme la domesticité. Elle a écrit plus de 400 livres, tracts, articles de revues et chapbooks. Parmi ses livres les plus connus figurent The History of Little Henry and his Bearer (1814), The History of Henry Milner (1822-1837) et The History of the Fairchild Family (1818-1847). Elle épouse son cousin, le capitaine Henry Sherwood, et déménage en Inde, où elle se convertit au christianisme évangélique et commence à écrire des contes pour enfants. Alors qu'elle destine au début ses livres aux enfants des camps militaires d'Inde, ses histoires suscitent très vite un intérêt enthousiaste de la part des lecteurs britanniques. Après une décennie en Inde, elle retourne en Angleterre où, s'appuyant sur le succès de ses livres, elle ouvre un internat et publie des dizaines de textes destinés aux enfants et aux plus démunis. Ayant eu beaucoup de succès d'édition, elle est souvent décrite par ses lecteurs comme « l'un des auteurs les plus importants de la littérature pour enfants du XIXe siècle ». Sa vision de la domesticité dans la relation entre la Grande-Bretagne et l'Inde a contribué à façonner les opinions de nombreux jeunes lecteurs britanniques de son époque sur la question de la colonisation de l'Inde. 
À la suite de l'apparition vers la fin du XIXe siècle d'un nouveau genre de littérature pour enfants, dont Les Aventures d'Alice au pays des merveilles de Lewis Carroll, la popularité de ses œuvres commence à décliner. Elle passe ses derniers jours à Twickenham, ville actuellement située dans le sud-ouest du Grand Londres, où elle meurt le 22 septembre 1851 à l'âge de 76 ans.

## Biographie

### Enfance et jeunesse
Fille aînée du révérend George Butt, aumônier de George III, et de sa femme Martha,,, Mary Martha Sherwood est, dès sa tendre enfance, isolée par ses parents du monde extérieur afin d'être protégée du « vice de l'humanité ». Elle se décrit comme une enfant enjouée et dotée d'une imagination débordante. En effet, dès son plus jeune âge, elle commence à inventer des petites histoires et demande à sa mère de les mettre sur papier. Elle décrit son enfance comme une période de bonheur marquée par une certaine complicité avec son frère, avec lequel elle passe des heures à lire Robinson Crusoé, The Little Female Academy (de Sarah Fielding) et les fables d'Ésope. Même le carcan qu'elle portait pendant les cours lui évoque des souvenirs heureux : 
« It was the fashion then for children to wear iron collars round the neck, with back-boards strapped over the shoulders. To one of these I was subjected from my sixth to my thirteenth year. I generally did all my lessons standing in stocks, with this same collar round my neck; it was put on in the morning, and seldom taken off till late in the evening . . . And yet I was a very happy child, and when relieved from my collars I not unseldom manifested my delight by starting from our hall-door and taking a run for half a mile through the woods,. »
« À cette époque, c'était la mode pour les enfants de porter un collier en fer autour du cou, avec un dossier attaché aux épaules. J'ai été soumise à l'un d'entre eux de ma sixième à ma treizième année. La plupart du temps, je suivais debout toutes mes leçons avec ce collier autour du cou ; il était mis le matin et souvent enlevé tard le soir. Pourtant, j'étais très heureuse, et quand je ne portais pas mon collier, j'exprimais ma joie en partant de notre porte d'entrée et en courant un demi-mille à vive allure à travers les bois. »
Fait rare pour une jeune fille de la fin du XVIIIe siècle, l'éducation de Mary Martha et de sa sœur Lucy Lyttelton est riche et très variée : elles sont autorisées à apprendre le latin et le grec et à consulter librement la bibliothèque de leur père,.
Mary Martha Sherwood déclare dans son autobiographie qu'elle était grande et disgracieuse pour son âge, ce qui l'oblige souvent à se cacher dans les bois avec sa poupée afin de fuir le regard gênant des inconnus. Elle aime toutefois assister au cours de madame Saint-Quentin à l'école pour jeunes filles de l'abbaye de Reading, qui est dirigée par des émigrés français,,. Elle semble donc avoir eu une enfance généralement heureuse, entachée seulement par le déclenchement de la Révolution française et les bouleversements qui en ont résulté dans toute l'Europe,,.

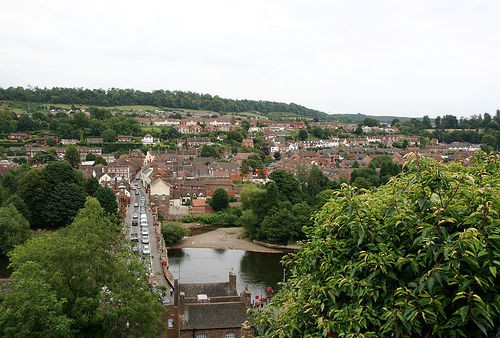
Après la mort de son père, Mary Martha Sherwood s'installe avec sa famille à Bridgnorth, où elle commence à écrire des romans sentimentaux.

Elle passe une partie de son adolescence à Lichfield, où elle côtoie le naturaliste Erasmus Darwin, l'écrivain et inventeur Richard Lovell Edgeworth, ainsi que la fille de ce dernier, Maria Edgeworth — qui plus tard devient une écrivaine très prolifique — mais aussi la poétesse Anna Seward,,,. Bien qu'elle soit impressionnée par les dispositions intellectuelles de ces écrivains, elle se sent indignée par leur manque de foi et considère même Richard Edgeworth comme « infidèle ». Elle critique également la personnalité et le mode de vie extravagant de Seward, affirmant qu'une femme portant perruque et sujette aux compliments d'hommes inconnus est à ses yeux tout le contraire d'une femme modèle,. Malgré la crainte de ce qu'elle appelle « les pièges de la gloire », elle est déterminée à exercer le métier d'écrivain. Alors qu'elle a dix-sept ans, son père l'encourage à écrire et l'aide même à publier son premier récit, intitulé Traditions (1795),,.
Son père meurt le 29 septembre 1795, après quoi sa famille se retire de la vie sociale active et déménage à Bridgnorth, dans le Shropshire,. C'est dans cette ville qu'elle commence à rédiger des romans sentimentaux et, en 1802, elle termine l'écriture de Margarita, qu'elle vend pour 40 livres sterling et The History of Susan Gray, roman similaire à Paméla ou la Vertu récompensée, pour 10 livres,,. Entre-temps, elle enseigne dans l'École du dimanche locale,,.

### Mariage et séjour en Inde

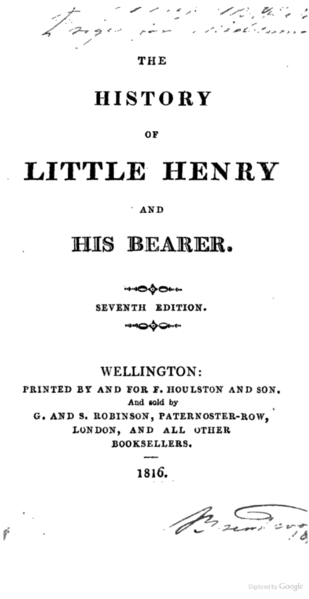
Couverture de la septième édition de The History of Little Henry and his Bearer.

Le 30 juin 1803, elle épouse son cousin, le capitaine Henry Sherwood (le mariage consanguin est une pratique courante avant le XXe siècle). Pendant plusieurs années, elle accompagne son mari durant ses nombreuses affectations à travers toute la Grande-Bretagne. En 1804, ce dernier est promu paymaster (équivalent du trésorier), ce qui améliore légèrement la situation financière du couple. En 1805, le régiment du capitaine reçoit l'ordre de se rendre en Inde ; Mary Martha Sherwood et son mari sont alors obligés de laisser leur premier enfant, Mary Henrietta, ainsi que la mère et la sœur de l'écrivaine en Angleterre,.
Le voyage vers l'Inde, qui dure quatre mois, est très éprouvant pour Mary Martha Sherwood : le navire du régiment est attaqué par des navires de guerre français et elle-même tombe enceinte pendant le voyage,,. Installés en Inde, ils déménagent au fil des déplacements de l'armée et habitent d'abord à Calcutta, puis à Danapur, ensuite à Baharampur, Kanpur et enfin à Meerut (Meerut). Durant leur séjour de onze ans, ils ont six enfants : Henry (1805-1807), Lucy Martha (1807-1808), Lucy Elizabeth (1809-1835), Emily (1811-1833), Henry Martyn (1813-?) et Sophia (1815-?),. La mort en bas âge d'Henry et Lucy Martha, puis plus tard d'Emily et Lucy Elizabeth, l'affecte profondément, et elle prête souvent leurs noms aux héros et héroïnes de ses livres (dont la plupart meurent à la fin de l'histoire),,,.
Après la mort de son deuxième enfant Henry, victime de la coqueluche, elle commence à envisager de se convertir au christianisme évangélique. Elle se laisse d'abord persuader par le missionnaire Henry Martyn, mais c'est un aumônier appelé Parson qui lui fait prendre conscience de sa « dépravation » et de son besoin de rédemption,,. Bien plus tard après sa conversion, elle est impatiente d'entamer une évangélisation à travers l'Inde, mais décide d'abord de convaincre la Compagnie britannique des Indes orientales de l'inefficacité de la politique de neutralité religieuse qui y est établie. Grâce aux soutiens sociaux et politiques venant de Londres, la Compagnie se décide finalement à l'écouter,. Elle obtient ensuite l'autorisation d'enseigner aussi bien aux enfants des officiers de l'armée qu'aux enfants indiens. Ils sont souvent scolarisés à la maison, car aucun bâtiment n'est disponible pour servir de salle de classe. La toute première classe débute avec 13 élèves et se développe pour atteindre plus de 40 enfants, allant du tout petit jusqu'à l'adolescent. Quelques soldats participent également aux cours. Lorsqu'elle constate que le matériel d'enseignement britannique ne correspond pas aux enfants élevés en Inde, elle décide d'écrire des livres d'histoire sur l'Inde et sur l'armée, comme The History of Little Henry and his Bearer (1814) et The Memoirs of Sergeant Dale, his Daughter and the Orphan Mary (1815),.
Elle adopte également des enfants abandonnés et des orphelins. En 1807, elle adopte Annie Child, fillette de trois ans à qui on a administré une dose excessive de gin médicinal, puis, en 1808, Sally Pownal, âgée de deux ans et victime de malnutrition,. Elle place dans un foyer d'accueil les enfants qu'elle ne peut adopter, mais très vite elle décide d'ouvrir un orphelinat afin de mieux s'en occuper. En 1816, sur les conseils de ses médecins, elle retourne en Grande-Bretagne avec sa famille. Dans son autobiographie, elle affirme avoir été constamment malade pendant ses séjours en Inde, ce qui la convainc que ni elle ni aucun de ses enfants ne peuvent survivre dans un climat tropical.

### Retour en Grande-Bretagne et décès
À leur retour en Grande-Bretagne, Mrs Sherwood et sa famille sont presque ruinés. Cependant, elle profite de sa renommée en tant qu'écrivaine et ses expériences dans l'enseignement pour ouvrir un internat pour jeunes filles à Wick, dans le Worcestershire. De son côté, son mari ouvre une école à Henwick, après avoir reçu son salaire d'officier. L'internat reste en activité pendant huit ans,,. Elle y enseigne l'anglais, le français, l'astronomie, l'histoire, la géographie, la grammaire et l'arithmétique. Durant ses temps libres, elle écrit des centaines de tracts, romans et autres œuvres destinées aux enfants et aux pauvres, augmentant ainsi sa popularité aux États-Unis et dans le reste de la Grande-Bretagne. The History of Henry Milner (1822), un de ses livres les plus connus, est tellement populaire qu'elle reçoit une centaine de lettres qui la supplient d'écrire une suite (des lecteurs lui adressent même des stylos à plume personnalisés pour le faire). Pendant cette période, des parents vont jusqu'à donner à leurs nouveau-nés les noms des héros de ce livre. Elle publie une grande partie de ses récits dans The Youth's Magazine, périodique pour enfants qu'elle édite pendant plus de deux décennies,,.

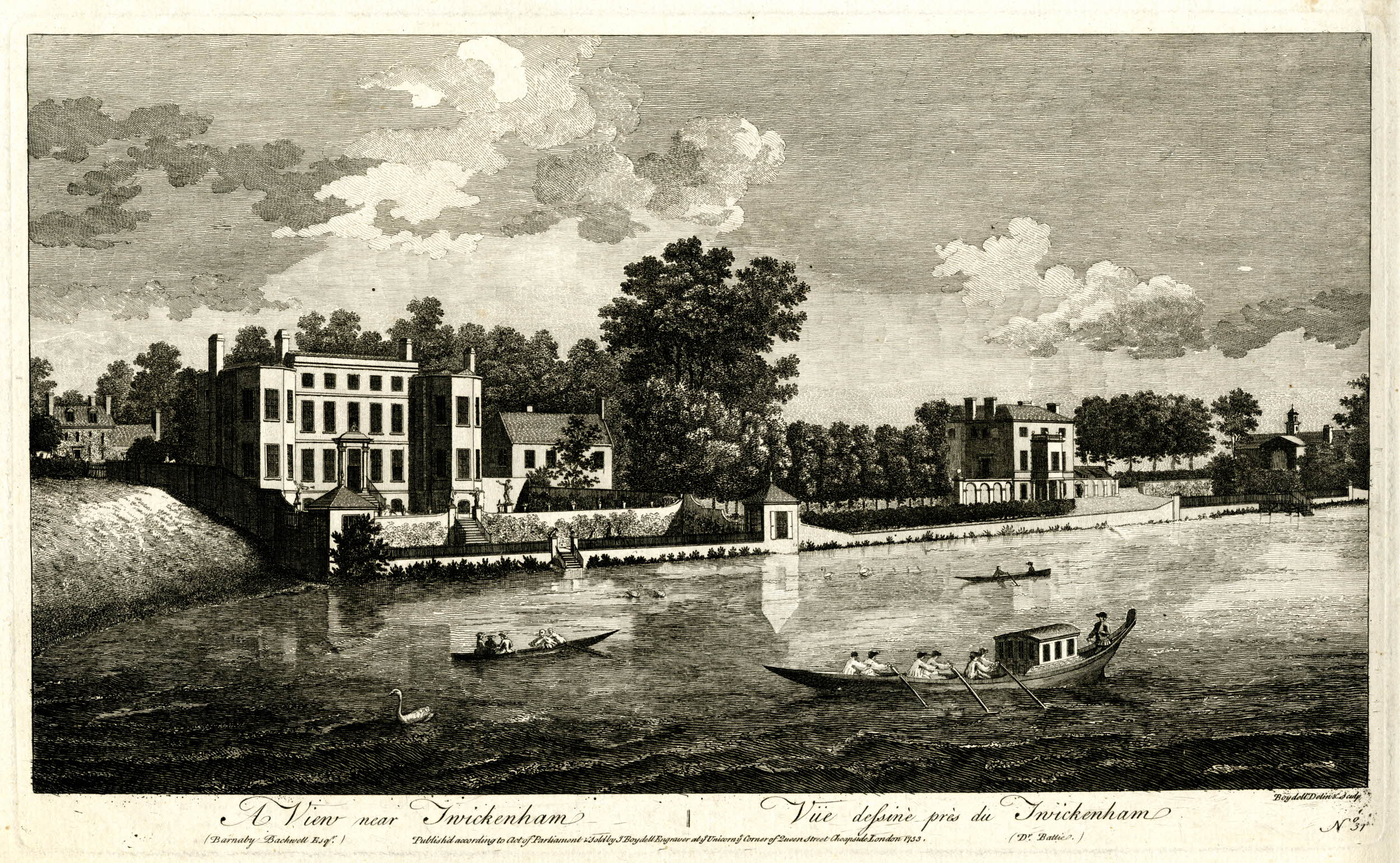
Sherwood passe les dernières années de sa vie à Twickenham, où elle écrit ses dernières œuvres avec sa fille Sophia.

Durant les années 1830, Mary Martha Sherwood et sa famille mènent un train de vie plus prospère et décident de se rendre en Europe. Les textes qu'elle écrit à la suite de ce voyage reflètent une influence particulière de la culture française. Elle se lance également dans un vaste et complexe projet d'étude sur l'Ancien Testament, pour lequel elle apprend l'hébreu. Son mari contribue à ses recherches en réunissant, pendant presque dix ans, des concordances hébreu-anglais,,. Malheureusement, l'autobiographie de la romancière fournit peu de détails sur les quarante dernières années de sa vie. Certaines sources indiquent néanmoins que même à 70 ans, elle parvient à écrire pendant quatre à cinq heures par jour. Durant ses dernières années, elle écrit la plupart de ses livres en collaboration avec sa fille Sophia. Selon Cutt, spécialiste des œuvres de Mary Martha Sherwood, cette « association » a engendré une « sentimentalité larmoyante » peu familière aux œuvres antérieures de l'écrivaine, mais aussi une plus grande insistance sur les questions de classe.
En 1849, les Sherwood s'installent à Twickenham, dans le Middlesex. Henry Sherwood décède en décembre de la même année. Mary Martha Sherwood meurt près de deux ans plus tard, le 22 septembre 1851,.

## Carrière
Selon Margaret Nancy Cutt, la carrière de Mary Martha Sherwood se divise en trois périodes distinctes : une période romantique (1795-1805), au cours de laquelle elle écrit quelques romans sentimentaux, suivie d'une période influencée par l'évangélisme chrétien (1810-1830), caractérisée par des œuvres plus populaires, et enfin une période largement dominée par des thèmes relatifs à l'époque victorienne (vers 1830-1851). Plusieurs thèmes sous-jacents imprègnent la plupart de ses œuvres tout au long de ces trois périodes, à savoir sa « conviction de la corruption inhérente de l'humanité », sa « croyance à l'utilité catéchétique de la littérature pour toutes les couches de la société », mais également sa croyance selon laquelle « la dynamique de l'harmonie familiale devrait refléter les principes fondamentaux du christianisme » et surtout son anticatholicisme virulent,.

### Début de carrière: romans sentimentaux
Bien que nettement plus accessibles que ses dernières œuvres, ses deux premiers livres, Traditions (1795) et Margarita (1795), ne suscitent pas beaucoup d'enthousiasme de la part des lecteurs. En revanche, The History of Susan Gray, qu'elle écrit pour les jeunes filles de la classe qu'elle tient à l'école du dimanche de Bridgnorth, fait d'elle une écrivaine renommée. Comme les tracts d'Hannah More, ce roman est conçu pour enseigner la morale de la classe moyenne aux plus démunis. Cette histoire — que Patricia Demers, érudite en littérature pour enfants, décrit comme une « Paméla ou la Vertu récompensée revisitée et purifiée » — raconte l'histoire de Susan, servante orpheline, qui « résiste aux avances d'un soldat philanthrope, bien qu'elle tremble d'émotion devant les déclarations d'amour et la promesse de mariage de cet homme ». On rappelle régulièrement au lecteur le « salaire du péché », puisque l'héroïne fait le récit de sa vie sur son lit de mort. Un narrateur distinct (apparemment Mary Martha Sherwood) intervient régulièrement pour mettre en garde les lecteurs contre les « gestes déplacés », propres aux « mauvaises femmes ». Malgré un ton didactique souvent désagréable pour les lecteurs modernes, The History of Susan Gray est si populaire au moment de sa sortie qu'elle est publiée illégalement par plusieurs éditeurs, alors que George Routledge and Sons est le seul à en avoir obtenu officiellement le droit. En 1816, Mary Martha Sherwood fait paraître une version « améliorée » du livre, dont l'écrivaine et critique littéraire Sarah Trimmer ne manque pas de vanter les mérites dans The Guardian of Education, puis un préquel intitulé The History of Lucy Clare, publiée en 1810.

### Influences de la littérature française

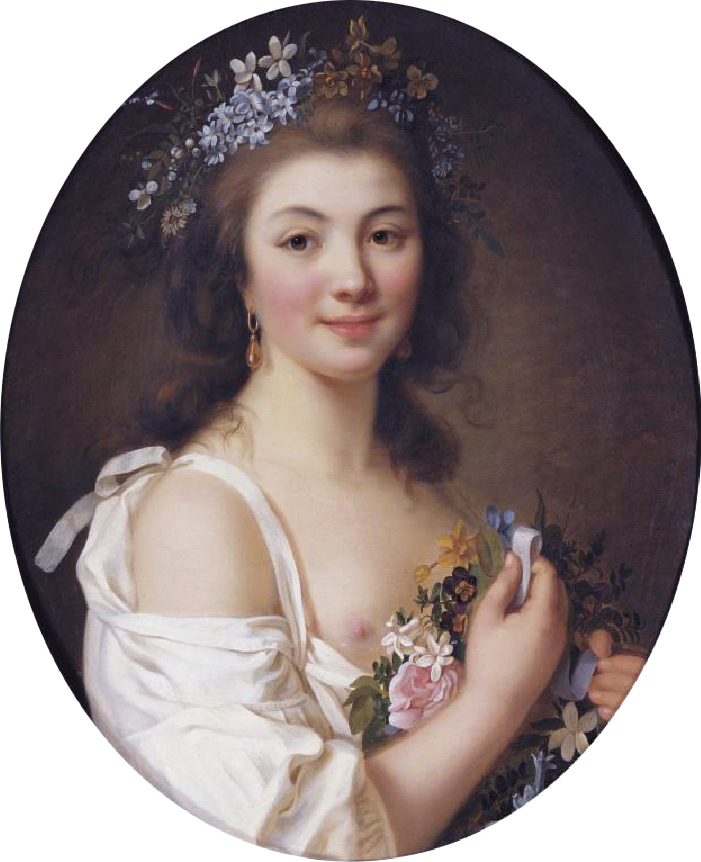
Mary Martha Sherwood s'inspire entre autres des œuvres de Félicité de Genlis lors de l'écriture de quelques-uns de ses livres.

Bien que Mary Martha Sherwood soit en désaccord avec les principes politiques fondamentaux des révolutionnaires français, ses livres sont en partie influencés par des œuvres de la littérature française pour enfant, dont celles de Jean-Jacques Rousseau. Elle adopte d'autre part le « modèle » d'Arnaud Berquin qui met en scène des situations domestiques classiques, représentées par exemple par des enfants jouant sous les yeux attentifs de leurs parents ou de leurs camarades, notamment dans The History of Henry Milner, Part I (1822) et The History of the Fairchild Family, Part I (1818). De même, The Lady in the Manor (1823-1829) partage des thèmes et des structures similaires avec les Contes du château de Félicité de Genlis. L'universitaire David Hanson, spécialiste de la littérature du dix-neuvième siècle, note toutefois une subversion de ce modèle dans les œuvres de la romancière, démontrant une « méfiance envers les parents », en particulier les mères de famille, dont l'éducation est souvent présentée comme trop permissive (par exemple, dans The Lady of the Manor). Dans ces histoires, seuls les étrangers se trouvant en dehors du cercle familial parviennent à discipliner correctement les enfants.
Dans son récit évangélique The History of Henry Milner (1822-1837), l'un des objectifs de la romancière est de protester contre ce qu'elle appelle l'« irréligion inhérente de la pédagogie française ». Ce livre est écrit en réponse directe à l'ouvrage de Thomas Day, intitulé The History of Sandford and Merton (1783-1789), un roman prônant les bases de la philosophie de Rousseau. Néanmoins, la spécialiste en littérature pour enfants Janis Dawson souligne la similitude entre la structure et l'emphase d'Henry et celle d'Émile ou De l'éducation (1762) de Rousseau : même si leurs hypothèses sous-jacentes sur l'enfance sont systématiquement opposées, leurs approches pédagogiques restent très semblables. Les deux livres séparent l'enfant de la demeure protectrice de ses parents afin de l'encourager à apprendre sur le monde qui l'entoure, mais Henry est cependant de nature dépravée tandis qu'Émile est pourvu de bonté. Toutefois, au fur et à mesure que la série progresse, le point de vue de Mrs Sherwood sur la religion commence à évoluer vers une opinion plus universaliste, ce qui plus tard l'incite à mettre davantage l'accent sur l'innocence de l'enfance, dans les derniers volumes de la série.

### Influence du christianisme évangélique

#### Les premières œuvres évangéliques
Après sa conversion au christianisme évangélique, les thèmes les plus récurrents que Mary Martha Sherwood aborde dans ses livres incluent le « besoin de reconnaître sa dépravation innée et l'obligation de se préparer à la vie éternelle ». Durant cette période de sa carrière, elle prône une vision littéraire fondée sur « la foi, la résignation et l'obéissance inconditionnelle à la volonté de Dieu ». Dans The Infant's Progress, une adaptation du Voyage du pèlerin de John Bunyan (1678), elle représente le péché originel par un enfant appelé In-Bred-Sin, qui tente des jeunes pèlerins ayant pour but d'atteindre le trône de Dieu. Ces « batailles » contre le péché constituent un conflit majeur détaillé tout au long du livre. L'allégorie y est cependant complexe et, selon l'avis de Demers, le récit reste ennuyeux, même pour un « lecteur averti ». Toujours selon Demers, « en lisant ce livre comme un simple récit d'aventure plutôt qu'une directive pour obtenir le salut, certains jeunes lecteurs trouveront peut-être les causes du péché originel plus intéressantes que les luttes spirituelles des protagonistes ». Ce genre d'allégorie religieuse imprègne toutes les œuvres que Mary Martha Sherwood écrit pendant cette période.
Elle utilise également ses œuvres pour faire passer des messages politiques et sociaux chers aux jeunes chrétiens, comme le rôle crucial des missions, la valeur de la charité, le caractère malsain de l'esclavage et la nécessité de l'observance du sabbat. Elle écrit également des manuels d'astronomie et d'histoire ancienne fondés sur la Bible. Selon Cutt, « l'intention de ces ouvrages est de contrebalancer la tendance déiste afin que les lecteurs puissent considérer la connaissance comme une fin en soi ». Elle écrit en outre des versions « évangélisées » de quelques classiques pour enfants, comme La préceptrice (The Governess) (1749) de Sarah Fielding. Ses efforts pour rendre la religion plus accessible à travers la fiction pour enfants ne sont pas toujours bien vus par l'ensemble de la communauté chrétienne évangélique. En effet, l‘Evangelical Magazine critique sévèrement l'ouvrage Stories Explanatory of the Church Catechism (1817), déplorant la dépendance excessive de l'écrivaine au récit fictif pour transmettre ses messages religieux,.

#### The History of the Fairchild Family

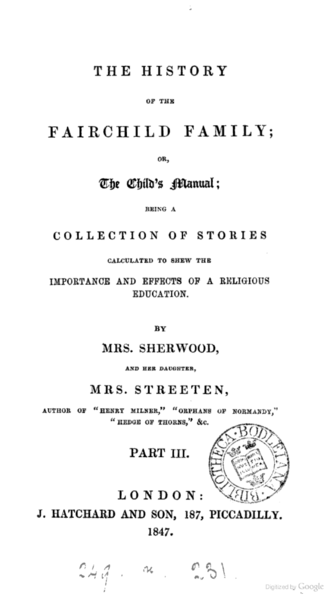
Couverture de la troisième partie de The History of the Fairchild Family.

Selon Cutt, « la métaphore prédominante de toute l'œuvre de Martha Sherwood est la représentation de l'ordre divin par une relation harmonieuse au sein de la famille. Avant elle, aucun écrivain n'a démontré à ses lecteurs que leurs enfants sont bénis de Dieu, ni n'a souligné d'une manière aussi claire et ferme que les liens familiaux sont les reflets visibles du rapprochement spirituel avec le trône de Dieu ». Demers quant à lui qualifie cette « double vision consciente » d'élément essentiellement romantique des livres de l'écrivaine. Ce thème est d'autant plus accentué dans The History of the Fairchild Family, dont la première partie est publiée en 1818.
Parmi les récits évangéliques de Mary Martha Sherwood, The History of the Fairchild Family est le plus populaire. Lorsqu'elle le publie en collaboration avec John Hatchard, elle assure d'emblée une « reconnaissance sociale » de l'ouvrage, tout comme les dix autres qu'elle publie avec l'éditeur. Le livre raconte le parcours d'une famille dans sa lutte pour la piété. La trame est centrée sur une série de leçons que les Fairchild enseignent à leurs trois enfants (Emily, Lucy et Henry), qui concerne non seulement à « diriger » leurs âmes dans le chemin de la vie éternelle, mais aussi à leur apprendre les bonnes conduites à suivre tout au long leur existence. Le livre contient également une série d'histoires courtes qui illustrent ces leçons de morale, comme le récit sur la mort de deux enfants, Charles Trueman et Augusta Noble, qui aide les enfants des Fairchild à comprendre comment et pourquoi ils doivent veiller au bon état de leur cœur. Le premier enfant, Charles, meurt après une longue maladie : il s'est longtemps préparé à « partir » en confiant son âme à Dieu. Quant à Augusta, elle est plutôt insouciante et surtout désobéissante. Une fois, elle se brûle les doigts en jouant avec des bougies ; le livre la qualifie de « damnée ». Contrairement aux œuvres allégoriques qui traitent des thèmes similaires comme le Voyage du pèlerin de John Bunyan, Mary Martha Sherwood a, dans une certaine mesure, « domestiqué » son histoire. Les scènes de la vie quotidienne des enfants, comme le vol de fruits, sont d'une importance capitale du fait qu'elles sont directement liées à leur Salut. Chaque chapitre comprend également des prières et des hymnes composés entre autres par Philip Doddridge, Isaac Watts, Charles Wesley, William Cowper, Ann Taylor et Jane Taylor, qui prônent tous des valeurs chrétiennes chères à Mary Martha Sherwood.
The Fairchild Family est resté un best-seller (le livre est édité jusqu'en 1913), en dépit de la popularité croissante de l'image de l'innocence enfantine véhiculée par William Wordsworth. Gillian Avery, spécialiste de la littérature pour enfants, estime que The Fairchild Family représente une image assez réaliste de l'enfance en Angleterre, tout comme les Aventures d'Alice au pays des merveilles. Malgré tout, certaines critiques pensent que les lecteurs n'ont pas toujours interprété ce livre comme l'aurait voulu Mary Martha Sherwood, comme Lord Frederic Hamilton qui juge que « le récit détaille les repas en famille et quelques funérailles, tandis que certains personnages ont tendance à négliger les prières ». Bien que le livre ait acquis une réputation d'ouvrage didactique oppressant,, il est plutôt considéré comme « délicieusement réaliste » par les lecteurs du début du XIXe siècle. Charlotte Mary Yonge, critique et auteur de littérature pour enfants, loue « l'enthousiasme avec lequel Sherwood prend soin de ses nouvelles poupées » mais aussi « la méchanceté sensationnelle » des enfants,. Le livre est sévèrement attaqué par les critiques, en particulier George Orwell, qui considère l'histoire comme « maléfique ». Il en condamne également la dureté, en citant l'allégorie de la leçon de morale des Fairchild envers un enfant représenté par une potence, où pend un cadavre en décomposition. Cutt soutient en outre que la représentation positive de la famille unie, qui plus est accentuée par l'importance de la responsabilité des parents sur l'éducation de leurs enfants, a entre autres contribué à la popularité du livre,. Elle affirme qu'« on ne soulignera jamais assez l'influence des œuvres de Sherwood sur le modèle domestique de l'époque victorienne ».

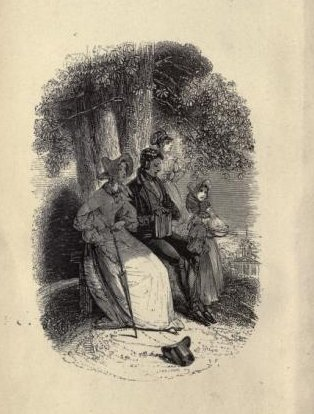
Illustration issue de The History of the Fairchild Family.

Après le succès de Fairchild Family, Mary Martha Sherwood décide d'en écrire deux suites, publiées entre 1842 et 1847. Les deux œuvres reflètent la disparition des valeurs chères à l'écrivaine, et démontrent la métamorphose qui s'opère au sein de la société victorienne. En effet, dans le tout premier roman, les domestiques font presque partie de la famille, alors qu'ils sont complètement rejetés dans la deuxième suite. Le changement le plus radical de la série demeure cependant la disparition du thème de l'évangélisme chrétien. Alors que toutes les leçons de morale du premier livre mettent en lumière la « dépravation » des enfants en encourageant le lecteur à se préparer à la vie éternelle, les deux suites soutiennent davantage d'autres valeurs plus victoriennes comme la « respectabilité » et l'obéissance filiale. Dawson décrit notamment une certaine indulgence des parents dans l'éducation de leurs enfants : ils emploient des méthodes disciplinaires moins sévères que dans le premier roman. 

#### Œuvres et tracts évangéliques

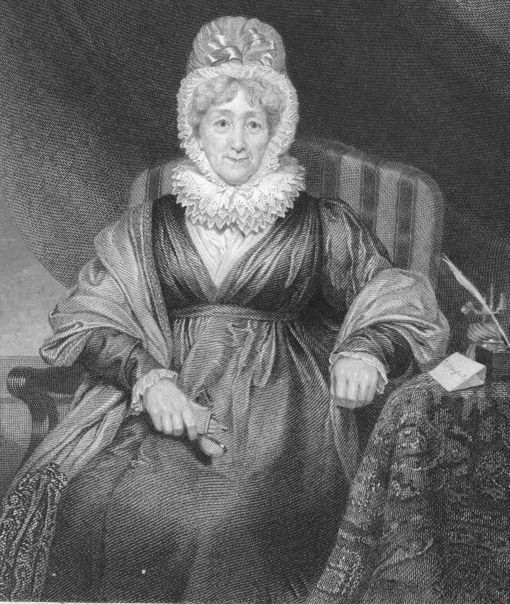
Lors de l'écriture de ses œuvres évangéliques, Mary Martha Sherwood s'inspire des tracts d'Hannah More.

Au cours des années 1820 et 1830, Mary Martha Sherwood écrit beaucoup de tracts évangéliques destinés aux pauvres. À l'instar de ses romans ciblant des lecteurs issus de la classe moyenne, ces tracts enseignent l'« endurance, la confiance en la providence et l'acceptation de son destin ». En mettant l'accent sur le parcours personnel d'un individu en « relation avec Dieu », elle persuade les lecteurs que ni leurs succès ni leurs échecs ne dépendent d'une « puissance économique ou politique ». Ces œuvres sont en outre assez similaires aux Cheap Repository Tracts, dont la plupart est écrite par Hannah More. Comme le soutient Linda Peterson, spécialiste de la littérature féminine du XIXe siècle, les tracts de Mary Martha Sherwood utilisent un cadre d'interprétation biblique pour mettre en évidence la fugacité de l'existence terrestre, comme dans A Drive in the Coach through the Streets of London (1819), où la petite Julia n'obtient le privilège de faire des courses avec sa mère que si elle se comporte sagement dans la rue et ne cherche pas à se faire plaisir. Dans l'ouvrage en question, la petite fille ne peut pas tenir cette promesse ; elle jette de temps en temps un coup d'œil aux vitrines et finit par demander à sa mère de lui acheter tout ce qu'elle voit. Sa mère cède donc à ses caprices et l'autorise à choisir un article dans chaque magasin. Julia, extatique, choisit des bottes en satin bleu, un canif ainsi qu'un chapeau orné de fleurs, jusqu'à ce que mère et fille arrivent dans la boutique du croque-mort. Son humeur change subitement, puis elle se rend compte de la morale de la situation, récitée par sa mère, alors qu'elle choisit un cercueil : « mais celle qui vit dans les plaisirs est morte, quoique vivante. » (1 Timothée 5:6).

#### Anti-catholicisme
L'anti-catholicisme de Mary Martha Sherwood apparaît clairement dans les œuvres qu'elle publie dans les années 1820 et 1830. Au cours des années 1820, la communauté catholique de Grande-Bretagne milite pour obtenir des droits civiques plus libres, période pendant laquelle la romancière commence à écrire des attaques très violentes à son endroit. Lorsque le Roman Catholic Relief Act 1829 est adopté, les intellectuels britanniques, dont Mary Martha Sherwood, craignent leur influence sur le gouvernement, ce qui l'incite plus tard à écrire Victoria (1833), The Nun (1833) et The Monk of Cimies
(1834) afin d'illustrer et détailler les dangers qu'ils représentent. The Monk Cimies, écrit à la première personne, fait revivre aux lecteurs la décision d'Edmund Etherington de renoncer à l'Église d'Angleterre pour se joindre à l'Église catholique. Le livre relate les aventures d'un moine catholique qui passe son temps à ridiculiser ses frères. Il planifie par la suite un meurtre et se livre à des débauches sexuelles avec une jeune femme. Cependant, les adeptes de la communauté évangélique chrétienne ne sont pas tous d'accord sur la question de l'émancipation catholique et certains sont embarrassés par la dureté de ces récits. Un critique de littérature évangélique qualifie même The Monk Cimies d'« injuste et de peu convaincant ».

### Période coloniale
Pendant son séjour en Inde, Mary Martha Sherwood écrit une série de textes inspirée par le colonialisme. Son ouvrage le plus populaire, The History of Little Henry and his Bearer (1814), raconte l'histoire d'un jeune garçon britannique qui, sur son lit de mort, fait convertir au christianisme un Indien nommé Boosy, qui s'est occupé de lui tout au long de son enfance. Le livre est un énorme succès : jusqu'en 1850, il est édité trente-sept fois et traduit en français, en allemand, en espagnol, en hindoustani, en chinois et en cingalais. Pendant cette période, les livres de Marie Martha Sherwood mêlent réalisme et sentimentalisme tout en faisant découvrir aux lecteurs quelques notions d'hindoustani, mais aussi un aperçu de la vie quotidienne des Indiens. Cutt explique qu'avec ce genre d'histoire, « la nécrologie (qui met l'accent sur la conversion au christianisme et la considération de la mort selon la Bible) reflète une certaine représentation de l'amour ». Elle écrit également une histoire similaire mais du point de vue d'une petite fille, intitulée Little Lucy and her Dhaye (1825).

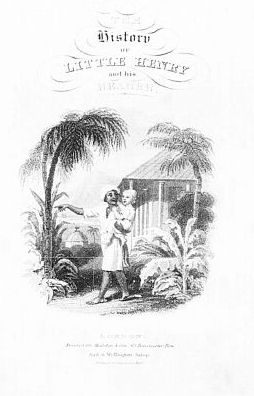
Frontispice d'une édition ultérieure de The History of Little Henry and his Bearer (vers 1830).

Dans The Indian Pilgrim (1818), Mary Martha Sherwood essaye d'adapter Pilgrim's Progress au contexte indien. Cette-fois, l'histoire se focalise sur « la dépravation et l'idolâtrie païenne des brahmanes, des fakirs, des danseuses exotiques et des concubines des soldats ». Le texte démontre clairement les préjugés religieux de la romancière : « les musulmans et les juifs reçoivent un meilleur traitement que les hindous à cause de leur croyance en un seul Dieu, mais les catholiques romains n'obtiennent guère mieux que les idolâtres hindous ». Bien que The Indian Pilgrim n'ait jamais été publié en Inde, le livre rencontre un franc succès en Grande-Bretagne et aux États-Unis. Elle écrit également des textes dédiés aux domestiques indiens travaillant chez des familles nobles britanniques, comme The Ayah and Lady (1813) dans laquelle l'ayah (la servante) est dépeinte comme sournoise, égoïste, paresseuse et indigne de confiance. Ses employeurs sont conscients de ses défauts, mais ils « ferment les yeux ». Un portrait culturellement plus sensible et réaliste des Indiens apparaît dans The Last Days of Boosy (1842), une suite de The History of Little Henry and his Bearer, dans laquelle Boosy, récemment converti au christianisme, est chassé par sa famille et sa communauté à cause de sa nouvelle religion.
Les thèmes liés au colonialisme sont des fils conducteurs constants dans les textes de Mary Martha Sherwood. The History of Henry Milner (1822-1837), sa suite John Marten (1844) mais aussi The Indian Orphans (1839) témoignent tous de l'intérêt de l'écrivaine pour le sujet. Ses histoires sur l'Inde révèlent sa considération assumée de la supériorité européenne, sinon spécifiquement britannique. L'Inde apparaît donc dans ses œuvres comme une terre moralement corrompue ayant besoin d'être réformée,,. Elle écrit The History of George Desmond (1821) pour avertir la jeunesse anglaise des dangers de l'émigration vers l'Inde, et bon nombre de ses livres influencent l'esprit de plusieurs générations de jeunes britanniques de l'époque qui, selon Cutt, ne disposent que des livres de Mary Martha Sherwood et de quelques rares écrivains pour s'informer sur l'Inde et sa colonisation. Cutt affirme que ces jeunes lecteurs sont persuadés de la nécessité de l'occupation britannique et, tout en ressentant une préoccupation sincère et une véritable gentillesse envers un peuple étranger dont la Grande-Bretagne est responsable de « redresser », méprisent délibérément tout ce qui est lié à la tradition indienne. D'autre part, Cutt attribue en partie le paternalisme croissant de la politique britannique du XIXe siècle sur l'Inde à la popularité des livres de Mary Martha Sherwood.
Dans une analyse postcoloniale, Nandini Bhattacharya souligne le rapport complexe entre l'évangélisme chrétien et le colonialisme que l'écrivaine véhicule dans ses œuvres. Elle soutient que les histoires évangéliques de Mary Martha Sherwood démontrent la profonde « méfiance à l'égard des directives féminines » pendant les périodes coloniales, représentée par un enfant mourant dans Little Henry and his Bearer. Henry « subvertit le fantasme colonialiste de l'identité universelle en générant une identité subalterne qui imite et explose ce fantasme ». Mais selon toujours Bhattacharya, la romancière n'écrit ni un texte à tendance colonialiste ni un texte subalterne ; le décès d'enfants en bas âge comme Henry élimine toute possibilité pour une conscience alternative de mûrir.

### Dernières œuvres: époque victorienne
À partir de l'année 1830, les œuvres de Mary Martha Sherwood s'éloignent du thème de l'évangélisme chrétien et commencent à refléter des valeurs chères de l'époque victorienne, en particulier Gipsy Babes (1826), qui met l'accent sur l'« affection humaine ». En 1835, elle publie un roman gothique destinés aux adolescents, intitulé Shanty the Blacksmith, qui exploite des thèmes récurrents comme l'« héritier perdu, le château en ruine, l'humble bienfaiteur et le fidèle serviteur, le sinistre et mystérieux Tzigane » et enfin l'« histoire du prisonnier », dans ce que Cutt considère comme un « conte captivant et passionnant ». En 1835, elle publie Caroline Mordaunt, un roman qui relate l'histoire d'une jeune femme forcée à devenir gouvernante. Ses parents meurent alors qu'elle est encore jeune, mais heureusement pour elle, ces derniers réussissent à payer ses études afin qu'elle puisse gagner convenablement sa vie. Le roman suit la métamorphose d'une jeune fille fuyante et coléreuse en une femme fiable et heureuse ; elle s'accommode peu à peu aux caprices de la noblesse, aux stupidités des intellectuels et à l'évangélisme dogmatique. Elle se rend alors compte que dans sa position dépendante, elle doit se contenter d'un bonheur imaginaire. Une fois qu'elle se résigne à admettre sa situation, cependant, elle trouve Dieu et, dans le dernier chapitre, un mari idéal, lui accordant ainsi un bonheur presque total. Cutt suggère que Mary Martha Sherwood s'inspire des œuvres de Jane Austen et de Jane Taylor afin de créer « une nouvelle souche vive, humoristique et satirique » dans les œuvres qu'elle écrit durant cette période.
Dans ses derniers livres, en particulier Caroline Mordaunt, et tout comme ses premiers textes évangéliques, elle contribue à l'initiative victorienne visant à imposer des rôles sexospécifiques au sein de la société,. The Fairchild family illustre cette approche : Lucy et Emily apprennent à coudre et à entretenir la maison alors qu'Henry s'occupe du jardin et apprend le latin.

## Héritage

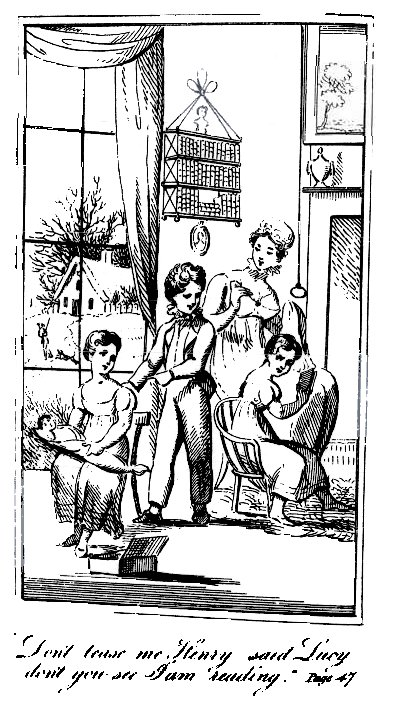
Frontispice de la première édition de Fairchild Family, part one.

Alors que le système éducatif britannique devient plus sécularisé dans la seconde moitié du XIXe siècle, les textes évangéliques chrétiens de Mary Martha Sherwood sont largement utilisés comme matériels pédagogiques pour l'éducation des plus démunis et des élèves des écoles du dimanche. Pendant cette période, ses récits de morale acquièrent beaucoup de notoriété par rapport au reste de ses livres. Selon Cutt, « ces histoires, qui en elles-mêmes maintiennent en vie l'esprit chrétien évangélique et perpétuent une attitude paternelle envers l'Inde, ont été largement imitées et une présomption malheureuse de supériorité raciale a été favorisée par la banalisation excessive des œuvres de certains des successeurs de Sherwood ». Ces livres ont notamment influencé Charlotte Maria Tucker et même Rudyard Kipling. Aux États-Unis, les premières œuvres de l'écrivaine sont très populaires et bénéficient de quelques rééditions dans les années 1840. L'influence de ces livres fait naître une vague de littérature pour enfants typiquement américaine, qui commence à se développer avec des auteurs comme Louisa May Alcott.
Elle joue également un rôle déterminant dans le développement de l'idéologie de la famille type de l'époque victorienne. Cutt reconnaît que « l'image du parent typiquement victorien n'est pas la création de Mary Martha Sherwood, mais des victoriens eux-mêmes ; néanmoins, en attribuant aux parents le rôle de représentants de Dieu au sein de la famille, elle a contribué à la popularisation de cette figure ». Cela a par ailleurs accru la valeur accordée à l'innocence de l'enfance.
Dans ses premiers livres, elle privilégie le thème de la mort et de ses conséquences sur la vie quotidienne et même jusqu'à l'au-delà, ce qui par la suite incite les critiques littéraires du XIXe siècle à ridiculiser ses œuvres. Néanmoins, ces récits font guise d'avant-goût aux œuvres de quelques écrivains comme Charles Kingsley ou Charlotte Mary Yonge. Hanson suggère que John Ruskin a utilisé Henry Milner comme source d'inspiration directe pour son autobiographie fictive Præterita (1885-1889). De plus, l'aptitude de Mary Martha Sherwood à maîtriser une large variété de genres littéraires inspire d'autres écrivains à écrire un genre novateur de fiction pour enfants. Et puis, son utilisation du tract a vulgarisé la littérature réformiste et a même encouragé des écrivains radicaux comme Harriet Martineau à utiliser ce support, mais à des fins totalement opposées. En raison de la popularité des œuvres de Mary Martha Sherwood et de leur influence sur d'autres écrivains, Janis Dawson écrit : « Même si de nos jours ses livres ne sont plus largement lus, Sherwood est considérée comme l'un des auteurs les plus importants de la littérature pour enfants du XIXe siècle ».

## Œuvres
Cette liste contient l'intégralité des œuvres publiées de Mary Martha Sherwood. Elle s'appuie sur la bibliographie établie par M. Nancy Cutt dans son ouvrage Mrs. Sherwood and her Books for Children.

### Livres
- The Traditions (1795).
- Margarita (1799).
- The History of Susan Gray (1802).
- The History of Little Henry and his Bearer (1814).
- The History of Susan Gray (1815) (revisitée).
- The History of Lucy Clare (1815).
- The Memoirs of Sergeant Dale, his Daughter and the Orphan Mary (1815).
- The Ayah and Lady (1816).
- An Introduction to Astronomy (1817).
- Stories Explanatory of the Church Catechism (1817).
- Histoire de la famille Fairchild, première partie (1818).
- The History of Theophilus and Sophia (1818).
- The Indian Pilgrim (1818).
- An Introduction to Geography (1818).
- The Little Woodman and his Dog Caesar (1818).
- A General Outline of Profane History (1819).
- The Hedge of Thorns (1819).
- The Governess, or The Little Female Academy (1820).
- The History of George Desmond (1821).
- The Infant's Progress from the Valley of Destruction to Everlasting Glory (1821).
- Mrs. Sherwood's Primer, or First Book for Children (1821).
- The Recaptured Negro (1821).
- Blind Richard (1821).
- The Village Schoolmistress (1821).
- The Orphans of Normandy, or Florentin and Lucie (1822).
- The History of Henry Milner, première partie (1822).
- The History of Little Lucy and her Dhaye (1823).
- The Infant's Grave (1823).
- The Lady of the Manor (1823-1829).
- Père La Chaise (1823).
- The History of Mrs. Catharine Crawley (1824).
- The Bible Teacher's Manual (1824).
- My Uncle Timothy (1825).
- Clara Stephens (1825).
- Juliana Oakley (1825).
- The Captive of Ceylon (1826).
- The Soldier's Orphan, or The History of Maria West (1826).
- The History of Henry Milner, deuxième partie (1826).
- The Gipsy Babes (1826).
- A Chronology of Ancient History (1826-1827).
- Susannah, or The Three Guardians (1827).
- Le Fevre (1827).
- Religious Fashion, or the History of Anna (1827).
- The Pulpit and the Desk (1827).
- The Birthday Present (1827).
- Arzoomund (1828).
- My Aunt Kate (1828).
- Southstone's Rock (1828).
- Theophilus (1828).
- Emancipation (1829).
- The Millennium, or Twelve Stories (1829).
- The Babes in the Wood of the New World (1830).
- The Stranger at Home (1830).
- Roxobel, or English Manners and Customs Seventy Years Ago (1830-1831).
- Ermina (1831).
- The History of Henry Milner, Part III (1831).
- Scripture Prints with Explanations (1831).
- Dudley Castle (1832).
- The Nun (1833).
- The Latter Days (1833).
- The Little Momiére (1833).
- Victoria (1833).
- The Monk of Cimiés (1834).
- Sabbaths on the Continent (1835).
- Caroline Mordaunt, or The Governess (1835).
- The Old Cobler of the Cottage to which is added the Idler (1835).
- Shanty the Blacksmith (1835).
- Social Tales for the Young (1835).
- Biography Illustrated (1836).
- Contributions for Youth (1836) - Aucun exemplaire n'est connu.
- The Cloak to which is added the Quilting (1836) - Sherwood a écrit l'histoire courte The Cloak.
- The History of Henry Milner, quatrième partie (1837).
- Sea-Side Stories (1838).
- The Little Girl's Keepsaid (1839).
- Former and Latter Rain (1840).
- The Heron's Plume (1840-1847).
- The Fall of Pride (1840-1847).
- The White Pigeon (1840-1847).
- Martin Crook (1840-1847).
- Julietta di Lavenza (1841).
- The Juvenile Forget-me-Not (1841).
- The Holiday Keepsake (1841).
- The Joys and Sorrows of Childhood and The Loss of the Rhone (1841-1847).
- The Last Days of Boosy, the Bearer of Little Henry (1842).
- Robert and Frederick (1842).
- Histoire de la famille Fairchild, deuxième partie (1842).
- The History of John Marten. A Sequel to the Life of Henry Milner (1844).
- The Last Trunk and The Good Nurse (1844).
- Sunday Entertainment (1844).
- Histoire de la famille Fairchild, troisième partie (1847).
- The De Cliffords (1847) - Écrit par Sherwood et sa fille Sophia.
- The Keepsake (1847) - Tous les contes se sont pas de Mary Martha Sherwood.
- The Fairy Knoll (1848).
- The Story Book of Wonders (1849).
- The Golden Garland of Inestimable Delight (1849) - Écrit avec Sophia Sherwood.
- The Young Lord and Other Tales (1849-50) - L'histoire courte "Victorine Durocher" est écrite par Sherwood et sa fille Sophia.
- Green's Nursery Annual (1851) - L'histoire courte intitulée "The Harvest Home" est écrite par Sherwood.
- The Two Knights (1851)
- Jamie Gordon, or The Orphan (1851).
- Brotherly Love (1851) - Écrit avec Sophia Sherwood.
- The Mirror of Maidens in the Days of Queen Bess (1851) - Écrit avec Sophia Sherwood.
- Home Stories for the Young (1852)
- Boys Will Be Boys, of The Difficulties of a Schoolboy's Life (1854) - Écrit avec Sophia Sherwood.
- The Golden City and Other Tales (1854) - Sherwood a également écrit ce livre avec sa fille Sophia.
- The Greedy Boy, and Grateful Dog, and Other Tales (1854-62?)
- Must I Learn, and Other Tales (1854).
- Grand-Aunt's Pictures (1854).
- William and Henry (1854-62?).
- Mary and her Grandmama (1854).
- John and James (1854).
- My New Story Book (1861).

### Chapbooks
- The History of Emily and her Brothers (1816).
- The History of Little George and his Penny (1816).
- The Busy Bee (1818).
- A Drive in the Coach through the Streets of London (1818).
- The Rose. A Fairy Tale (1818).
- The Errand Boy (1819).
- The Little Sunday School Child's Reward (1819).
- The Orphan Boy (1819).
- The Wishing Cap (1819).
- Little Arthur (1820).
- The May-Bee (1820).
- Little Robert and the Owl (1821).
- Easy Questions for a Little Child (1822).
- Julian Percival (1826).
- The Two Dolls (1826).
- The Dry Ground (1827).
- Edward Mansfield (1827).
- The Lady in the Arbour (1827).
- A Series of Questions and Answers Illustrative of the Church (1827).
- The Fawns (1828).
- The Hills (1828).
- Home (1828).
- Poor Burruff (1828).
- The Rainbow (1828).
- Soffrona and her Cat Muff (1828).
- The Rosebuds (1828).
- The Idiot Boy (1828).
- The Thunder Storm (1828).
- The Mourning Queen (1829).
- The Orange Grove (1829).
- Intimate Friends (1830).
- Katherine Seward (1830).
- The Hidden Treasure (1830).
- A Mother's Duty (1830).
- The Stolen Fruit (1830).
- Everything Out of its Place (1831).
- A Visit to Grandpapa (1833).
- The Bible (1838).
- The Happy Family (1838).
- The Little Negroes (1838).
- Lucy's Going to School (1840-1850).
- Horses and Coaches (1840-1850).
- Land of Snow (1840-1850).
- The Useful Dog (1840-50)
- Dangerous Sport (1840-1850).
- Susan's First Money (1840-1850).
- The Flood (1840-1850).
- The Honey Drop (1840-1850).
- The Indian Chief (1840-1850).
- The Shawl (1840-1850).
- Eyes and Ears (1840-50)
- Going to the Fair (1840-1850).
- How to Please (1840-1850).
- The Partin Cup (1840-1850).
- Yours is the Best (1840-1850).
- Willy Cary (1840-1850).
- Conceit Checked (1840-1850).
- What Could I Do Without Grandmother? (1840-1850).
- What's the Use of That? (1840-1850).
- Let Me Take Care of Myself (1840-1850).
- The Druids of Britain (1840-1850).
- The Blind Gentleman (1840-1850).
- The Child is but a Child (1840-1850).
- Comfort in Death (1840-1850).
- My Prize Book (1848-1862).

### Tracts évangéliques
- The Infirmary (1817).
- The Two Sisters (1819).
- The Golden Clew (1820) - inclus dans le no 41-2 des séries de tracts de William Whittemore.
- The Nursery Maid's Diary (1820).
- Procrastination, or The Evil of Putting Off (1820) - inclus dans le no 23 des séries de tracts de William Whittemore.
- The Young Mother (1820) - inclus dans le no 24 des séries de tracts de William Whittemore.
- The Iron Cage (1820?) - inclus dans le no 24 des séries de tracts de William Whittemore.
- Mary Anne (1820).
- Abdallah, the Merchant of Bagdad (1820-1825).
- The Fountain of Living Waters (1820-1850).
- Charles Lorraine, or The Young Soldier (1821) - inclus dans le no 5 et le no 9 des séries de tracts de William Whittemore.
- The Young Forester (1821-1822) - inclus dans le no 1 et le no 4 des séries de tracts de Houlston intitulées New Series of Religious Tracts.
- The China Manufactory (1821-1822) - inclus dans le no 5 des séries de tracts de Houlston intitulées New Series of Religious Tracts.
- The Bitter Sweet (1822) - inclus dans le no 19 et le no 20 des séries de tracts de Houlston intitulées New Series of Religious Tracts.
- The Penny Tract (1822-1823) - inclus dans le premier numéro des séries de tracts de William Whittemore.
- The History of Mary Saunders (1822-1823) - inclus dans le no 11 des séries de tracts de William Whittemore.
- The Blind Man and Little George (1822-1823) - inclus dans le no 13 des séries de tracts de William Whittemore.
- The Potter's Commons, or The Happy Choice (1822-1823) - inclus dans le no 15 et le no 18 des séries de tracts de William Whittemore.
- The Poor Man of Colour, or The Sufferings (1822-1823).
- The Blessed Family (1823) - inclus dans le no 2 des séries de tracts de William Whittemore.
- Common Errors (1822-1825) - inclus dans le no 21 des séries de tracts de Houlston intitulées New Series of Religious Tracts.
- Old Times (1823-7?) - inclus dans le no 23 et le no 4 des séries de tracts de Houlston intitulées New Series of Religious Tracts.
- Content and Discontent (1824).
- The Lambourne Bell (1824) - inclus dans le no 28 des séries de tracts de William Whittemore.
- The Little Beggars (1824) - inclus dans le no 29 et le no 30 des séries de tracts de William Whittemore.
- Waste Not Want Not (1824) - inclus dans le no 35 et le no 38 des séries de tracts de William Whittemore.
- Joan, or Trustworthy (1826-1828) - inclus dans le no 31 et le no 2 des séries de tracts de Houlston intitulées New Series of Religious Tracts.
- The Cottage in the Wood (1826-1828) - inclus dans le no 41 et le no 2 des séries de tracts de Houlston intitulées New Series of Religious Tracts.
- The Turnpike House (1826-1828) - inclus dans le no 51 et le no 2 des séries de tracts de Houlston intitulées New Series of Religious Tracts.
- The Hop-Picking (1826-1830) - inclus dans le no 61 et le no 2 des séries de tracts de Houlston intitulées New Series of Religious Tracts.
- Do Your Own Work (1826-1830) - inclus dans le no 67 des séries de tracts de Houlston intitulées New Series of Religious Tracts.
- Do What You Can (1826-1830) - inclus dans le no 71 des séries de tracts de Houlston intitulées New Series of Religious Tracts.
- False Colours (1826-1830) - inclus dans le no 72 des séries de tracts de Houlston intitulées New Series of Religious Tracts.
- It Is Not My Business (1826-1830) - inclus dans le no 81 des séries de tracts de Houlston intitulées New Series of Religious Tracts.
- The Two Sisters, or Ellen and Sophia (1827).
- The Little Orphan (1829).
- Little Sally (1829).
- The Butterfly (1829).
- The Golden Chain (1829).
- The Crows' Nest (1829).
- Darkwood Court (1829).
- The Apprentice (1829).
- The Red Book (1830).
- The Father's Eye (1830)
- The Mountain Ash (1830).
- Obedience (1830)
- The Two Paths, or The Lofty Way and The Lowly Way (1830).
- The Useful Little Girl and The Little Girl Who was of no Use at all (1830).
- The Flowers of the Forest (1830).
- The Oddingley Murders (1830).
- Sequel to the Oddingley Murders (1830).
- Hard Times (1830-1831).
- Emmeline (1832)
- Aleine, or Le Bächen Hölzli (1833).
- The Convent of St. Clair (1833).
- My Godmother (1833).
- The Ball and the Funeral (1833).
- The Basket-Maker (1834-1835).
- The Red Morocco Shoes (1835).
- The Roman Baths, or The Two Orphans (1835).
- Saint Hospice (1835).
- The Violet Leaf (1835).
- The Last Request of Emily (1836).
- The Well-Directed Sixpence (1836).
- The School Girl (1836).
- The Parson's Case of Jewels (1837).
- The Indian Orphans (1839).
- The Garland. A Collection of Moral Tales (1835).

### Périodiques
- The Youth's Magazine (1822-1848), à la fois comme auteur et éditeur.
- The Child's Magazine (1823-1824).

### Citations originales
1. ↑  « her conviction of inherent human corruption[63]. »
2. ↑  « literature had a catechetical utility for every rank of society[64]. »
3. ↑  « the dynamics of family life should reflect central Christian principles. »
4. ↑  « the need to recognize one's innate depravity and the need to prepare oneself for eternity[75],[76]. »
5. ↑  « faith, resignation, and implicit obedience to the will of God[75]. »
6. ↑  « some young readers may have found [In-bred Sin's] activities more interesting than the spiritual struggles of the little heroes, reading the book as an adventure story rather than as a guide to salvation[78]. »
7. ↑  « the intent of these (as indeed of all Evangelical texts) was to offset the deistic tendency to consider knowledge an end in itself[75]. »
8. ↑  « the great overriding metaphor of all [Sherwood's] work is the representation of divine order by the harmonious family relationship (inevitably set in its own pastoral Eden). . . No writer made it clearer to her readers that the child who is dutiful within his family is blessed in the sight of God; or stressed more firmly that family bonds are but the earthly and visible end of a spiritual bond running up to the very throne of God[81],[82],[83]. »
9. ↑  « there was plenty about eating and drinking; one could always skip the prayers, and there were three or four very brightly written accounts of funerals in it[91]. »
10. ↑  « the gusto with which [Sherwood] dwells on new dolls. »
11. ↑  « Sherwood's influence, via books such as the Fairchild Family, upon the domestic pattern of Victorian life can hardly be overestimated[81]. »
12. ↑  « the lessons of personal endurance, reliance on Providence, and acceptance of one's earthly status[aur 7]. »
13. ↑  « with this work, the obituary tract (which invariably stressed conversion and a Christian death) had assumed the colouring of romance[101]. »
14. ↑  « the supposed depravity and pagan idolatry of Brahmans, fakirs, nautch (dance) girls, and soldiers' temporary wives[1],[102]. »
15. ↑  « Muslims and Jews receive better treatment than Hindus because of their belief in one God, but Roman Catholics fare little better than the Hindu idolaters[103]. »
16. ↑  « Henry subvert[s] the colonialist's fantasy of universal identity by generating a subaltern identity that mimics and explodes that fantasy[111]. »
17. ↑  « lost heir, ruined castle, humble helpers and faithful retainer, sinister and mysterious gypsies, prisoner and plot. »
18. ↑  « these stories, which in themselves kept alive the missionary spirit and perpetuated that paternal attitude towards India that lasted into the [twentieth century], were widely imitated and an unfortunate assumption of racial superiority was fostered by the over-simplification of some of Mrs. Sherwood's successors[118]. »
19. ↑  « the omniscient Victorian parent was not the creation of Mrs. Sherwood, but of the Victorians themselves; nevertheless, by presenting the parent as God's vicar in the family, she had planted and fostered the idea. »
20. ↑  « though her books are no longer widely read, she is regarded as one of the most significant authors of children's literature of the nineteenth century[125]. »